# Преселенці
Преселе́нці (болг. Преселенци) — село в Добрицькій області Болгарії. Входить до складу общини Генерал-Тошево.

## Населення
За даними перепису населення 2011 року у селі проживали 274 особи.
Національний склад населення села:
| Національність   | Кількість осіб | Відсоток |
| ---------------- | -------------- | -------- |
| болгари          | 230            | 84,2%    |
| турки            | 22             | 8,1%     |
| цигани           | 7              | 2,6%     |
| інша             | 10             | 3,7%     |
| не визначились   | 4              | 1,5%     |
| Всього відповіли | 273            |          |

Розподіл населення за віком у 2011 році:
Динаміка населення: